# Yasmina Drissi i Sales
Yasmina Drissi i Sales (Barcelona, 2001) és una actriu de cinema i televisió catalana, especialment coneguda pel seu paper de Laila Bakri a la sèrie Les de l'hoquei. Es va formar artísticament a l'Escola Superior d'Art Dramàtic Eòlia. Té competències lingüístiques en català, castellà, anglès i àrab.

## Filmografia

### Cinema
- Sigue mi voz, en el paper de Perla, dir. Inés Pintor y Pablo Santidrián (2024; llargmetratge)
- Daucus Carota, dir. Carla Linares (2020; curtmetratge)[5]
- Gang, com a patinadora, dir. Jessenia Aparicio (2015; curtmetratge)[4]

### Televisió
- Polònia, com a diversos personatges. Minoria Absoluta - TV3 (2019)[4]
- Les de l'hoquei, com a Laila Bakri. Brutal Media - TV3 (2019)[3]
- Altsasu, com a María Isabel. Baleuko - ETB1 i TV3 (2020)[6]
- Després de tu, com a Fàtima, amiga de l'Alba. Albena Produccions i Minoria Absoluta - À Punt i TV3 (2022)[7]